# Australian Open de 1988
O Australian Open de 1988 foi um torneio de tênis disputado nas quadras duras do Flinders Park, em Melbourne, na Austrália, entre 11 e 24 de janeiro. Corresponde à 20ª edição da era aberta e à 76ª de todos os tempos.

## Finais

### Profissional
| Categoria | Evento    | Campeã(s)(o/ões)                | Vice-campeã(s)(o/ões)             | Resultado               | Chave(s)  | Chave(s)       |
| --------- | --------- | ------------------------------- | --------------------------------- | ----------------------- | --------- | -------------- |
| Simples   | Masculino | Mats Wilander                   | Pat Cash                          | 6–3, 6–7, 3–6, 6–1, 8–6 | principal | qualificatório |
| Simples   | Feminino  | Steffi Graf                     | Chris Evert                       | 6–1, 7–63               | principal | qualificatório |
| Duplas    | Masculino | Rick Leach Jim Pugh             | Jeremy Bates Peter Lundgren       | 6–3, 6–2, 6–3           | principal | principal      |
| Duplas    | Feminino  | Martina Navrátilová Pam Shriver | Chris Evert Wendy Turnbull        | 6–0, 7–5                | principal | principal      |
| Duplas    | Misto     | Jana Novotná Jim Pugh           | Martina Navrátilová Tim Gullikson | 5–7, 6–2, 6–4           | principal | principal      |

### Juvenil
| Categoria | Evento    | Campeã(s)(o/ões)                  | Vice-campeã(s)(o/ões)           | Resultado | Chave(s)  | Chave(s)       |
| --------- | --------- | --------------------------------- | ------------------------------- | --------- | --------- | -------------- |
| Simples   | Masculino | Johan Anderson                    | Andrew Florent                  | 7–5, 7–6  | principal | qualificatório |
| Simples   | Feminino  | Jo-Anne Faull                     | Emmanyelle Derly                | 6–4, 6–4  | principal | qualificatório |
| Duplas    | Masculino | Jason Stoltenberg Todd Woodbridge | Johan Anderson Richard Fromberg | 6–3, 6–2  | principal | principal      |
| Duplas    | Feminino  | Jo-Anne Faull Rachel McQuillan    | Kate McDonald Rennae Stubbs     | 6–1, 7–5  | principal | principal      |